# Heizkraftwerk Alt-Oberhausen

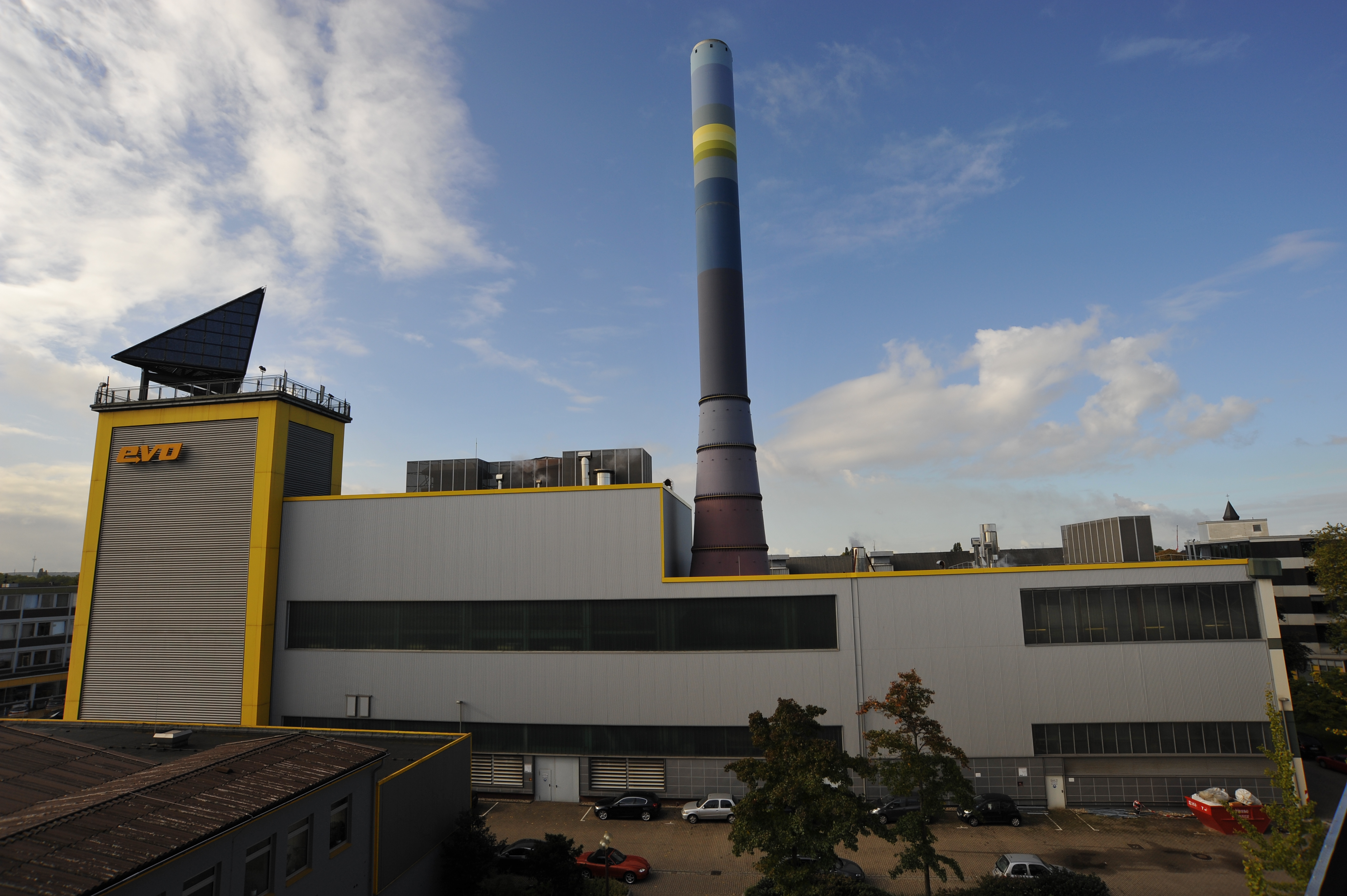
Heizkraftwerk Alt-Oberhausen, Seitenansicht Kesselhaus

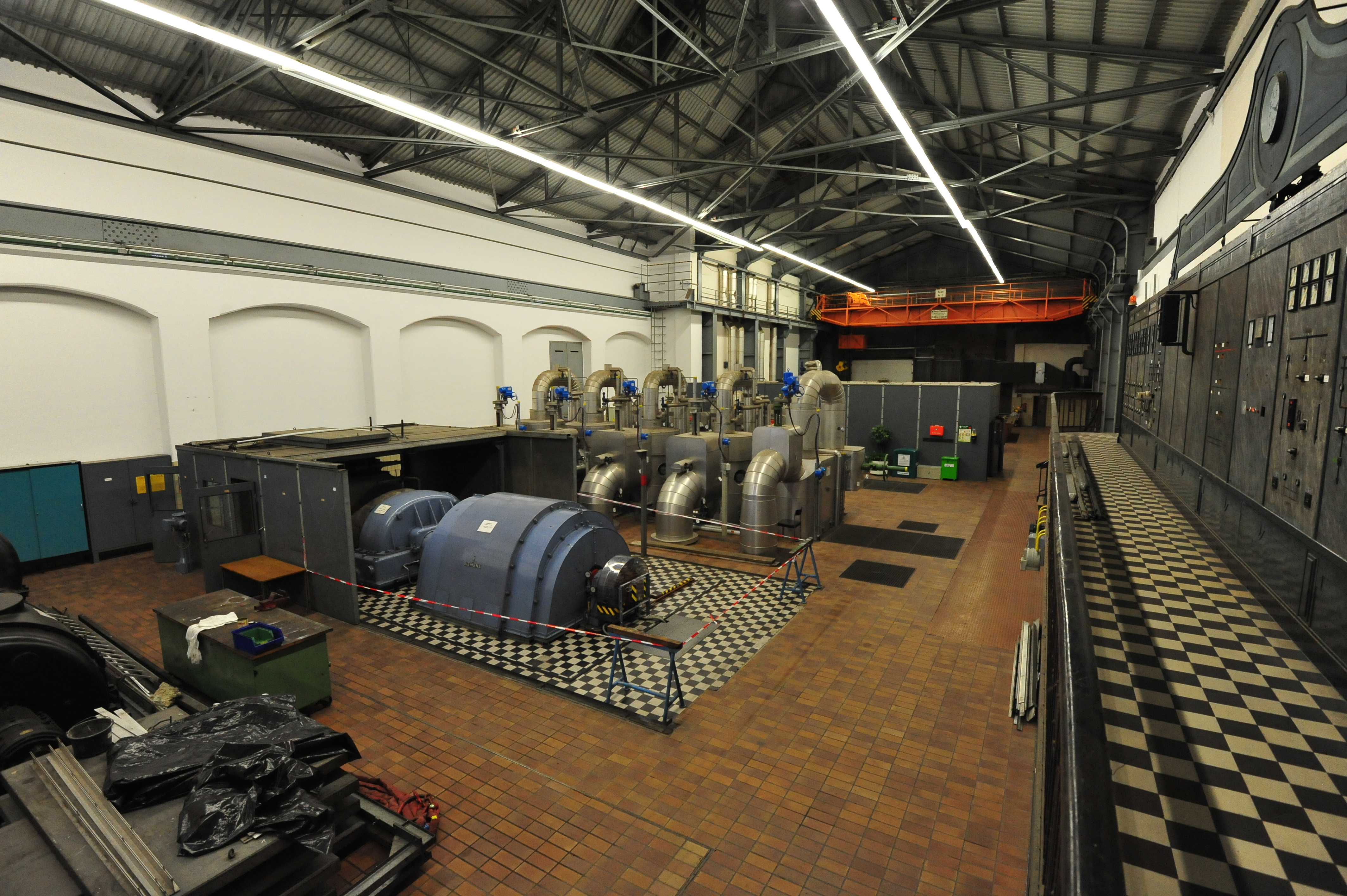
Blick von der alten Schaltwate auf die Turbine 3 mit geöffneter Schallhaube (Revision) dahinter die Fernheizwärmetauscher

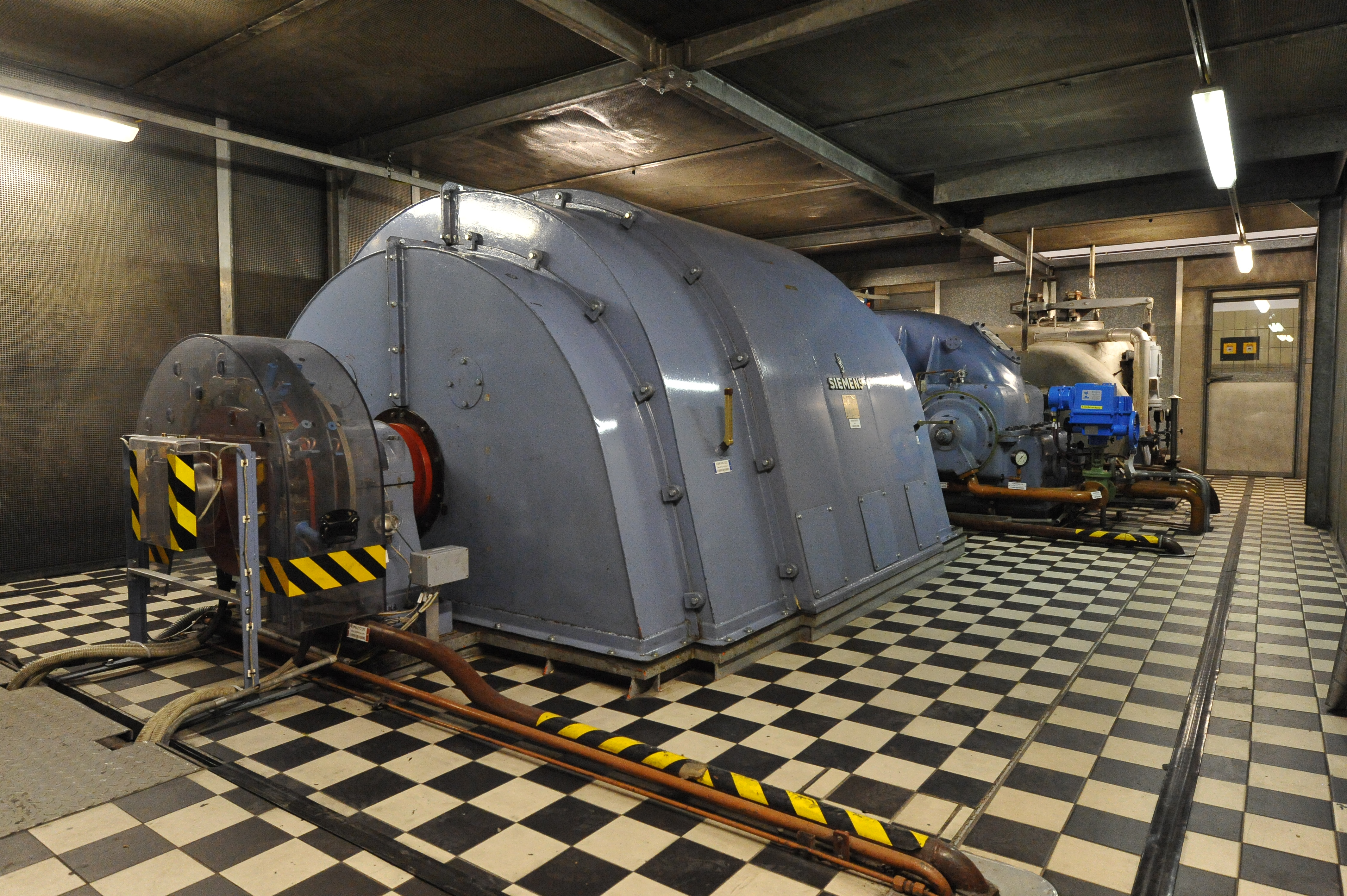
Turbine 3 – Generatorseite der 11-MW-Turbomaschine

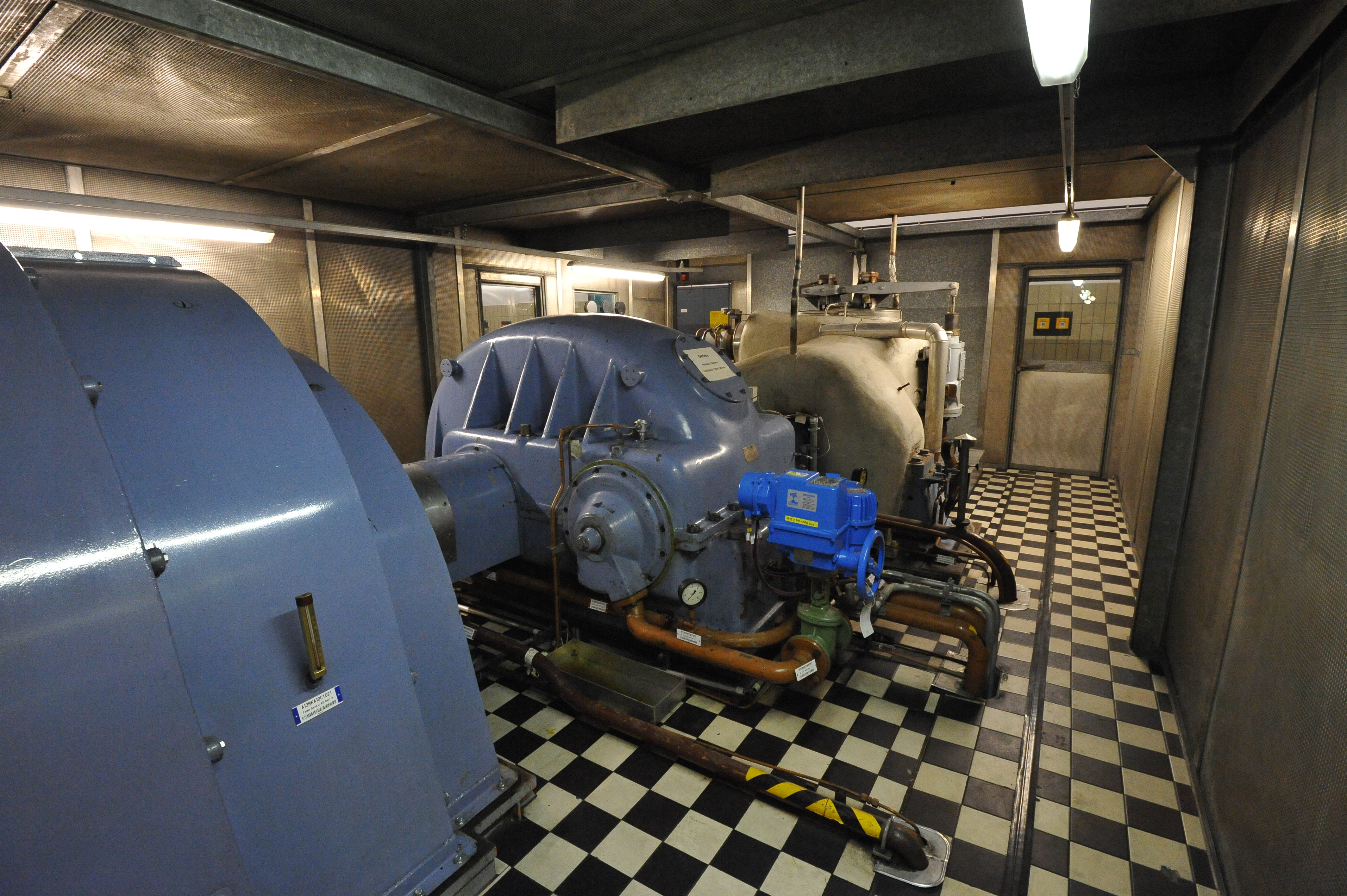
Turbine 3 – von rechts: Generator – Getriebe – Turbine

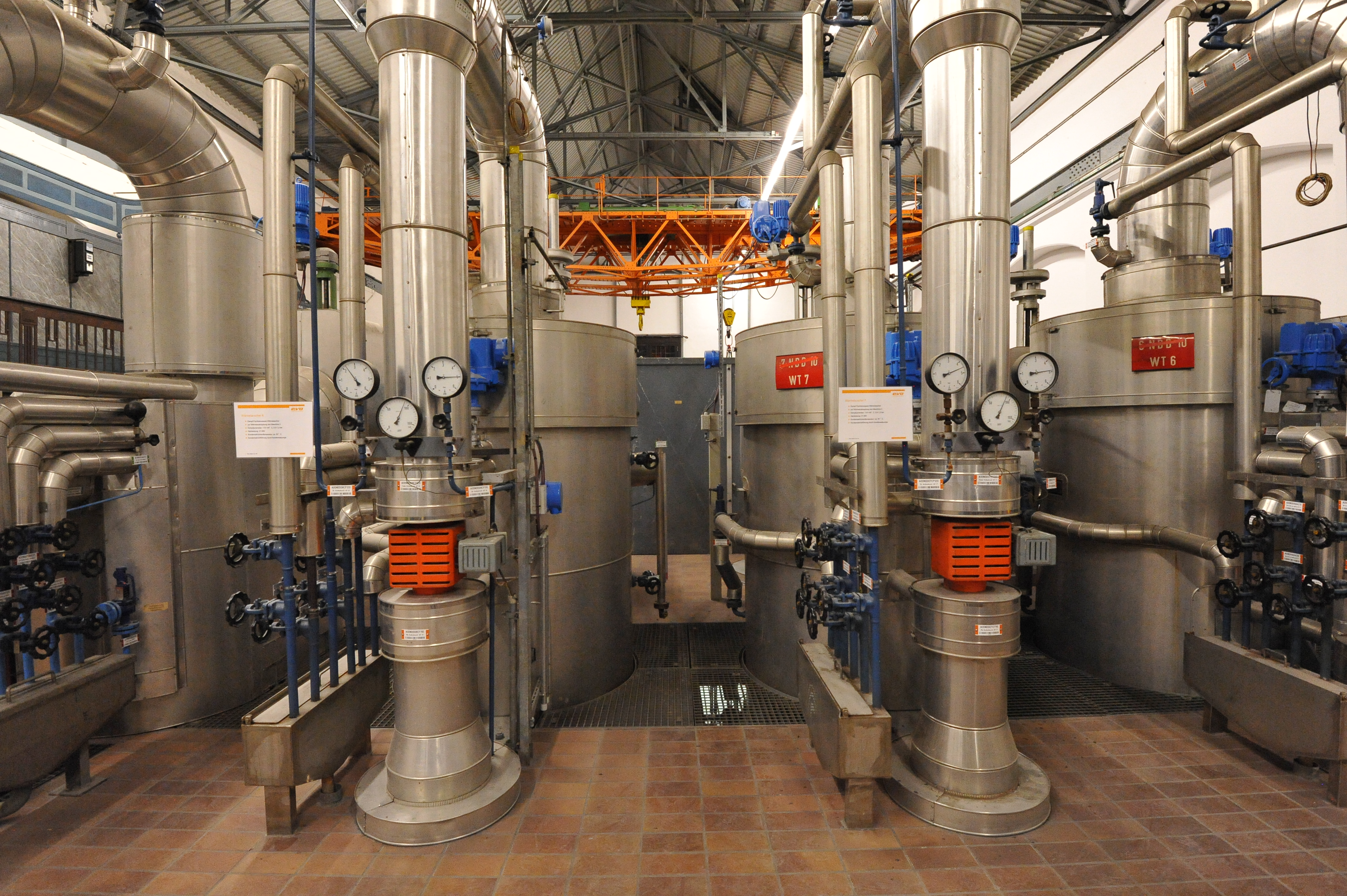
Fernheizwärmetauscher der Turbine 3, daneben Frischwärmetaucher (ohne KWK)

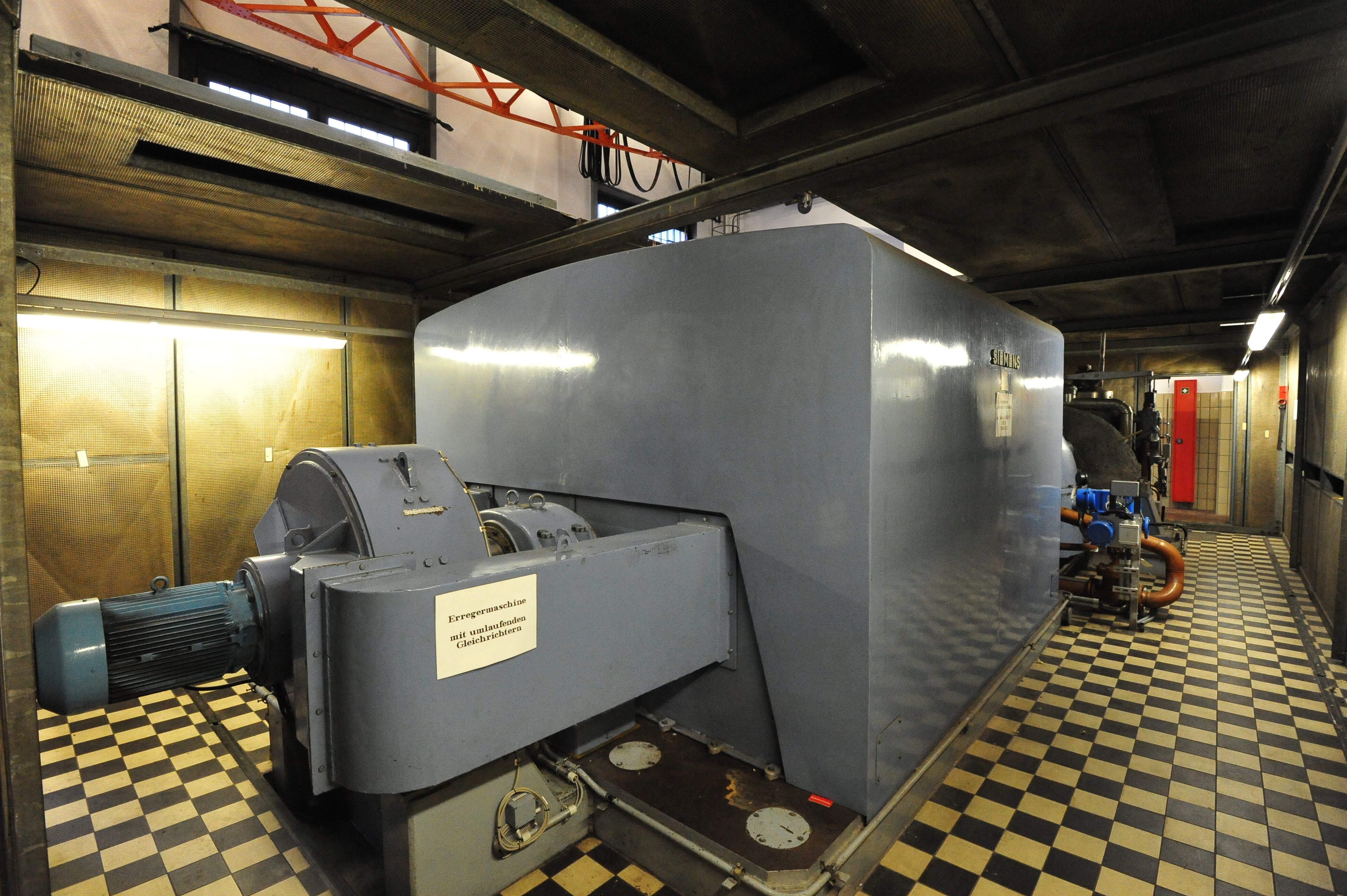
Schallhaube Turbine 1 – Generatorseite der 13,2-MW-Turbomaschine

Das HKW 1 − Heizkraftwerk Alt-Oberhausen liegt im Zentrum von Alt-Oberhausen auf dem Werksgelände der Energieversorgung Oberhausen AG unmittelbar an der Kreuzung Mülheimer Straße/Danziger Straße. Der Hauptenergieträger ist Erdgas; zur Absicherung der Fernwärmeerzeugung kann auch Heizöl EL verwendet werden.

## Betriebsgrundlage

### Rückblick
(Quelle:)

Das Heizkraftwerk an der Danziger Straße hat seinen Ursprung im Jahre 1896 und diente bis zum Jahr 1958 nur der Stromversorgung. Im Jahre 1958 begann die damalige Stadtwerke Oberhausen AG mit dem Aufbau eines Fernheiznetzes. Ab 1960 konnte der wesentliche Teil der Wärmeversorgung über Kraft-Wärme-Kopplung (KWK) durch eine geschlossene Gasturbinenanlage (Heißluftturbine) mit Kohlestaubfeuerung gedeckt werden.
Die immer weiter steigenden Brennstoffpreise, die fortschreitende Verknappung von fossilen Brennstoffen und die Notwendigkeit zur Verringerung von Treibhausgasemissionen forcierten eine möglichst weitgehende Ausnutzung der Brennstoffe. Während bei reiner Stromerzeugung in Kondensationsturbinen (konventionelle Dampfkraftwerke) Wirkungsgrade von 38 bis 46 % üblich sind und mindestens 54 % der Energie über Kühlwasser und Kamin verlorengehen, kann man durch Kraft-Wärme-Kopplung, d. h. bei kombinierter Strom- und Wärmeerzeugung, einen Brennstoffausnutzungsgrad von bis zu 90 % erreichen.
Im Zuge des stetigen Ausbaus des Fernwärmenetzes wurde im Jahre 1970 eine zusätzliche Gegendruck-Dampfturbinenanlage mit Hochdruckdampfkessel errichtet, um auch weiterhin den größten Teil der Wärmeversorgung über Kraft-Wärme-Kopplung abzudecken.
Das Fernwärmenetz wurde ab 1974 weit über die Grenzen des Innenstadtbereichs ausgebaut. Um den dadurch stark ansteigenden Wärmebedarf zu decken, wurden weitere kleine Gegendruckturbinen als Antriebsmaschinen für Frischlüfter, Speisepumpen und auch Fernheizumwälzpumpen eingesetzt. Auch diese Antriebsmaschinen arbeiten mit Kraft-Wärme-Kopplung, was zusätzlich den elektrischen Eigenbedarf des Heizkraftwerks verringerte.
Ab 1976 konnte durch eine ins Fernwärmenetz einspeisende Wärmetauscher-Station Heizdampf aus der Dampfturbinenanlage der Gemeinschafts-Müllverbrennungsanlage Niederrhein ausgekoppelt und durch Kondensation über Wärmetauscher ins Wärmenetz eingebunden werden. Dies war die erste Nutzung der Überschussenergie aus der Müllverbrennung nicht nur zur Stromerzeugung, sondern auch zur Fernwärmeerzeugung im Koppelprozess, was als CO2-neutral und prinzipiell auch als regenerative Energie betrachtet werden kann. Ziel war hierbei die Einsparung von fossilen Brennstoffen für die Fernwärmeerzeugung in Alt-Oberhausen.
Ab 1980 wurde die geschlossene Gasturbinenanlage nach über 112.000 Betriebsstunden aus wirtschaftlichen Gründen stillgelegt. Die Wärmeversorgung wurde durch eine weitere Gegendruck-Dampfturbinenanlage übernommen, die flexibel mit allen installierten Hochdruckdampfkesseln betrieben werden kann. Dies wurde möglich weil das Kraftwerk mit der Inbetriebnahme des Kessels 2 als Sammelschienen-Kraftwerk ausgeführt worden ist, wodurch die Redundanz und letztlich die Versorgungssicherheit erhöht werden konnte. Die technisch bedingte Blockbauweise der Heißluftturbinenanlage behinderte eine solche Redundanz, was neben den wirtschaftlichen Gründen letztlich auch zum Rückbau der aufwendigen Anlage führte.

### Aktuelle Betriebsweise
Das Kraftwerk dient heute vorwiegend der Wärmeversorgung des Fernheiznetzes Alt-Oberhausen und zur Wärmeerzeugung auf der Basis von Kraft-Wärme-Kopplung über die beiden Gegendruckturbinen. Die Heizleistung (KWK und Frischwärme) des Kraftwerks reicht aus, um den Gesamtwärmebedarf des angeschlossenen Fernwärmenetzes zu decken. Darüber hinaus ist das Kraftwerk, nach umfangreichen Um- und Neubaumaßnahmen von 1984 bis 1988, über ein Hochdruck-Fernwärmeverbundsystem mit dem HKW 2 – Heizkraftwerk Oberhausen-Sterkrade und der GMVA – Gemeinschafts-Müllverbrennungsanlage Niederrhein verbunden.
Durch den Wärmeverbund wird die erweiterte Einspeisung von KWK-Wärme der Müllverbrennungsanlage und industrieller Abwärme der Ruhrchemie – Oxea GmbH Oberhausen – (über HKW 2) ermöglicht, was zu einer weiteren Einsparung des fossilen Hauptenergieträgers Erdgas beiträgt und die Wärmeversorgung auch bei Störung eines Hochdruckkessels sicherstellt. Auch das Fernwärmenetz der Neuen Mitte Oberhausen (Centro/O-Vision) wird direkt über das Verbundsystem versorgt.

### Brennstoff
Bis zum Jahr 1970 wurde das Kraftwerk mit Kohle und schwerem Heizöl gefeuert. In Oberhausen, das man auch die Wiege der Ruhrindustrie nennt, war die Verwendung von Steinkohle nahezu selbstverständlich. Die bekannten Entwicklungen auf dem Energiemarkt führten jedoch zwangsläufig dazu, dass sich die Fernwärmeerzeugung den veränderten Rahmenbedingungen anpassen musste, um im Wettbewerb mit Gas- und Ölheizungen wirtschaftlich bleiben zu können.
Da das Heizkraftwerk, was für die Wärmeversorgung sehr wichtig ist, direkt in der Innenstadt liegt, entschloss sich die Stadtwerke Oberhausen AG zur weiteren Verbesserung der Umweltbedingungen das Kraftwerk auf kombinierte Kokereigas- und Leichtölfeuerung umzustellen. Ohne Störung in der Wärme- und Stromversorgung wurde das gesamte Kraftwerk bis zum Jahre 1972 umgestellt.
Ab 1978 musste im Heizkraftwerk auch vermehrt leichtes Heizöl eingesetzt werden, da Mitte der 1970er-Jahre in den Gasbezugsverträgen sogenannte unterbrechbare Lieferungen angeboten worden sind. Damit konnte zum einen der von Konjunktureinflüssen im Stahlbereich beeinflussten, schwankenden und schrumpfenden Kokereigaserzeugung Rechnung getragen und zum anderen der Leistungspreis reduziert werden.
Das Zurückfahren der Kokereien am Anfang der 80er Jahre beeinträchtigte die Belieferung des Heizkraftwerks mit Gas in einem solchen Ausmaß, dass eine Umstellung auf Erdgas ab 1982 aus Gründen der Versorgungssicherheit unvermeidlich wurde.

### Stromableitung
Die Ableitung der elektrischen Energie wird über die Oberhausener Netzgesellschaft durchgeführt und in das 10-kV-Mittelspannungsnetz zur Versorgung der Stadt Oberhausen eingespeist. Dadurch wird der vorgelagerte Strombezug aus der 110-kV-Hochspannungsebene in entsprechender Höhe verringert und somit ein wichtiger Beitrag zur Dezentralisierung der Stromerzeugung geleistet. Die Oberhausener Netzgesellschaft ist eine 100-prozentige Tochter der Energieversorgung Oberhausen AG.

### Leistungsdaten der einzelnen Kraftwerkskessel/Turbinen seit 1938
| Dampferzeuger/Erhitzer                                     | Kessel 5                              | Heißlufterhitzer                                 | Kessel 3                                    | Kessel 4                                    | Kessel 1                                                   | Kessel 2                                                   | Kessel 5                                                   | Kessel 3             |
| Status                                                     | demontiert                            | demontiert                                       | demontiert                                  | demontiert                                  | demontiert                                                 | in Betrieb                                                 | in Betrieb                                                 | in Betrieb           |
| Inbetriebnahme                                             | 1938                                  | 1960                                             | 1963                                        | 1963                                        | 1969                                                       | 1973                                                       | 1979                                                       | 1995                 |
| max. Feuerungswärmeleistung                                | 27,6 MW                               | 48,5 MW                                          | 18,3 MW                                     | 18,3 MW                                     | 55 MW                                                      | 91,6 MW                                                    | 136,1 MW                                                   | 2,2 MW               |
| Dampfleistung                                              | 32 t/h                                | 473 t/h (Heißluft)                               | 22 t/h                                      | 22 t/h                                      | 60 t/h                                                     | 100 t/h                                                    | 150 t/h                                                    | 3,2 t/h              |
| Dampfparameter                                             | 375 °C / 12 bar                       | 710 °C / 32 bar (Heißluft)                       | 350 °C / 12 bar                             | 350 °C / 12 bar                             | 500 °C / 59 bar                                            | 500 °C / 59 bar                                            | 500 °C / 59 bar                                            | 165 °C / 6 bar       |
| Turbinen (IBN) Schluckvermögen                             | Kondensations-Turbine 3 (1933) 27 t/h | geschl. Gasturbine (1960) Luft als Arbeitsmittel | Kondensations-Turbine 2 (1914) 13 t/h       | Kondensations-Turbine 1 (1925) 22 t/h       | Gegendruck-Turbine 3 (1971) 60 t/h                         | Gegendruck-Turbine 3 (1971) 64 t/h                         | Gegendruck-Turbine 1 (1979) 70 t/h                         | thermische Entgasung |
| Status                                                     | demontiert                            | demontiert                                       | stillgelegt                                 | demontiert                                  | in Betrieb                                                 | in Betrieb                                                 | in Betrieb                                                 | in Betrieb           |
| el. Bruttowirkungsgrad (ohne regenerative SpWa-Vorwärmung) | 22 %                                  | 28,5–24,5 %                                      | 19 %                                        | 20 %                                        | 20,5 % (19 %)                                              | 21 % (19 %)                                                | 21 % (19 %)                                                | --                   |
| Brennstoffausnutzung                                       | 22 %                                  | 65,5–83 %                                        | 19 %                                        | 20 %                                        | > 88 %                                                     | > 90 %                                                     | > 90 %                                                     | > 94 %               |
| el. Bruttoleistung                                         | 5 MW                                  | 13,75–11,8 MW                                    | 2 MW                                        | 3,5 MW                                      | 10,5 MW                                                    | 11 MW                                                      | 13,2 MW                                                    | --                   |
| KWK-Heizleistung (ohne regenerative SpWa-Vorwärmung)       | --                                    | 18–28 MW                                         | --                                          | --                                          | 38 MW (40 MW)                                              | 32–38 MW (42 MW)                                           | 47 MW                                                      | --                   |
| Frischwärmeleistung (ohne Kraft-Wärme-Kopplung)            | 24,3 MW (ab 1958)                     | --                                               | 16,7 MW                                     | 16,7 MW                                     | 50 MW                                                      | 83 MW                                                      | 125 MW                                                     | --                   |
| Schornstein (Höhe)                                         | 60 m Ziegelsteinkamin demontiert      | 100 m Ziegelsteinkamin demontiert                | über den 75 m Kamin von Kessel 1 demontiert | über den 75 m Kamin von Kessel 1 demontiert | 75 m Stahlkamin demontiert                                 | 59 m Zentralkamin                                          | 59 m Zentralkamin                                          | eigener Kamin        |
| Kühlturm                                                   | Naturzug-Nasskühlturm demontiert      | Naturzug-Nasskühlturm demontiert                 | über Naturzug-Nasskühlturm demontiert       | über Naturzug-Nasskühlturm demontiert       | nur zur Aggregate-Kühlung über zwei Ventilator-Zellekühler | nur zur Aggregate-Kühlung über zwei Ventilator-Zellekühler | nur zur Aggregate-Kühlung über zwei Ventilator-Zellekühler | nicht erforderlich   |

## Betreiber des Heizkraftwerks
Der Betreiber des Heizkraftwerks ist die Energieversorgung Oberhausen AG – kurz evo.
Die evo ist im Besitz der Stadtwerke Oberhausen AG (STOAG) und der RWE Rhein-Ruhr AG, die jeweils zu 50 Prozent an der FSO GmbH & Co. KG (Fahrzeugservice Oberhausen) und jeweils zur Hälfte am Grundkapital der evo beteiligt sind. Jeweils 10 Prozent der evo-Anteile werden direkt von der STOAG und der RWE Rhein-Ruhr AG gehalten. Die restlichen Anteile von 80 Prozent werden von der FSO GmbH & Co. KG gehalten. Muttergesellschaft der RWE Rhein-Ruhr AG ist die RWE Energy AG.

## Historie

### Vorgeschichte
(Quell:)

1893: Durch die starke Industrialisierung der Ruhrgebietsstädte nahm auch die Zahl der Pendler sehr stark zu, die möglichst schnell zum Arbeitsplatz und nach Feierabend wieder nach Hause gelangen wollten. Um neben dem Eisenbahnverkehr ein weiteres Verkehrsmittel für den Nahverkehr anbieten zu können, entstanden ersten Pläne für eine eigene Straßenbahn, die zusammen mit der Nachbarstadt Mülheim an der Ruhr betrieben werden sollte. Verwirklichen ließ sich das Vorhaben jedoch nicht. Die Stadtverwaltung Oberhausen nahm deshalb mit der Fa. Siemens & Halske Kontakt auf, die bereits einige Erfahrungen mit dem Bau einer elektrischen Straßenbahn in Berlin gesammelt hatte, die dort als Werksbahn für den Transport von Mitarbeiter zu den einzelnen Werken eingesetzt wurde. Somit konnte das Thema dann unabhängig von den Mülheimern „Fahrt aufnehmen“.
1896: Für die Energieversorgung der neu einzuführenden Straßenbahn wurde die Einrichtung einer elektrischen Kraftzentrale notwendig. Auf dem Grundstück der Zechenstrasse 31 (heute Danziger Str. 31) wurde eine mit Kohle gefeuerte Dampfkesselanlage errichtet, der zwei von der Maschinenfabrik Buchau gefertigte Compount-Dampfmaschinen nachgeschaltet wurden. Jede Maschine war mit einem 150-kW-Gleichstrom-Dynamo der Fa. Siemens gekuppelt, der bei 120 Umdrehungen in der Minute eine Spannung von 500 bis 550 Volt erzeugen konnte.
1897: Am 4. April 1897 wurde die elektrische Straßenbahn in Oberhausen mit einer Streckenlänge von 7,5 km offiziell in Betrieb gestellt. Durch die Streckenführung konnten die beiden Nachbarstädte Styrum und Oberhausen miteinander verbunden werden und es entstand der erste kommunale Straßenbahnbetrieb in Deutschland.

### Beginn der städtischen Elektrizitätserzeugung in Oberhausen
1898: Durch Beschluss der Stadtverordneten-Versammlung vom 28. Juni wurde die Stadtverwaltung ermächtigt, mit der Königlichen Eisenbahnverwaltung wegen der Übernahme der Stromversorgung des Staatsbahnhofs Oberhausen in Verhandlung zu treten und dabei die Errichtung einer Anlage zur Erzeugung elektrischer Energie einer Prüfung zu unterziehen. Gleichzeitig wurde eine Rundfrage bei der Bürgerschaft (heute würde man sagen „unter den Bürgern“) über das Bedürfnis nach elektrischem Licht und elektrischer Kraft gehalten.
1899: Das Ergebnis der Befragung war so günstig, dass die damaligen Stadtverordneten in ihrer Sitzung vom 28. August und 3. November beschlossen, in Verbindung mit der schon bestehenden Gleichstrom-Erzeugungsanlage der städtischen Straßenbahn, ein städtisches Elektrizitätswerk für die Versorgung der Oberhausener Bevölkerung mit elektrischer Energie zu errichten. Ein Standort wurde schnell gefunden. Die elektrische Kraftzentrale an der Zechenstrasse sollte dafür erweitert werden, denn die dort vorhandenen Anlagen sowie eine geplante neue Maschine von 400 kW waren in der Lage, 500 Volt Gleichstrom (benötigt für die Straßenbahn) und 220 Volt Gleichstrom für Beleuchtung und Kraftanlagen abzugeben. Darüber hinaus hatte Gleichstrom den Vorteil, dass er beim Ausfall der Maschinen eine gewisse Zeit über Akkumulatoren sichergestellt werden konnte.
1900: Schon in der Planungsphase wurde klar, dass die Kapazität nicht ausreichte, um den Anfangsbedarf zu decken. Die Stadtverordneten-Versammlung beschloss im Februar statt der vorgesehenen 400-kW-Dynamomaschine zwei Dynamogeneratoren von je 500 kW zu beschaffen. Ab dem 3. November wurde deshalb eine Reihe von Firmen zur Angebotsabgabe aufgefordert. Mit der Lieferung der Dampfkessel wurde die Fa. Deutsche Babcock & Wilcox-Dampfkesselwerke aus Oberhausen betraut. Zwei liegenden Tandem-Compount-Dampfmaschinen der Vereinigten Maschinenfabriken Augsburg und Nürnberg, der heutigen MAN, sollten mit ihren 90 Umdrehungen pro Minute jeweils einen Gleichstrom-Schwungrad-Dynamo der Fa. Schuckert & Co. antreiben.
1901: Die Geburtsstunde der öffentlichen Stromversorgung in Oberhausen war am 1. Mai 1901. Das „Städtische Electricitaetswerk“ Oberhausen begann mit einer Gesamtleistung von 1.300 kW mit der Lieferung von Strom an private Haushalte. Das verlegte Netz umfasst 34,4 Kilometer. Die seit dem 1. Januar provisorische Versorgung des Hauptbahnhofes über eine Dynamomaschine, die von einer gemieteten Lokomobile angetrieben wurde, konnte eingestellt werden. Am Ende des ersten Betriebsjahres waren 109 Hausanschlüsse verlegt; das Leitungsnetz war auf rund 41 Kilometer gewachsen, und 1365 Glühlampen mit Kohlefaden leuchteten in den Privathäusern.
1905: Die bisher getrennten Betriebe Straßenbahn und Gas-/Elektrizitätswerk wurden zu den „Städtischen Betrieben“ zusammengeführt.
1907: Die Betriebe beschäftigten 208 Mitarbeiter, von denen 20 im E-Werk arbeiten. Die privaten Haushalte stiegen auf Metallfaden-Glühlampen um, die sich als sparsamer erwiesen; allerdings wurden nun die Glühlampen nicht mehr kostenfrei umgetauscht. Auch die Babcock-Werke wurden an das Stromnetz der Stadt angeschlossen.
1910: Am 1. April wurde Alstaden eingemeindet, Teile von Styrum und Dümpten folgten. Davon profitierte das Städtische Elektrizitätswerk allerdings nicht, denn das Alstadener Leitungsnetz blieb im Besitz der RWE.
1911: Das E-Werk Oberhausen übernahm von der Stadt Mülheim das Drehstromnetz der eingemeindeten Teile von Styrum und Dümpten. Da das Elektrizitätswerk Oberhausen zu dieser Zeit nur Gleichstrom erzeugte, übernahm die Rheinisch-Westfälische Elektrizitätswerk AG die Lieferung des erforderlichen Drehstroms mit einer Spannung von 3 × 220 Volt.
1912: Zur Versorgung der Betriebe und der Bevölkerung mit konservierender Kälte nahm das städtische Eiswerk auf dem Gelände des E-Werkes den Betrieb auf und es verließen nun 600 Zentner Eis pro Tag das Gelände.

### Erweiterung der Leistung durch Kondensationsdampfturbinen
1912: Da der Bedarf an elektrischer Energie auch in den folgenden Jahren noch weiter anstieg, musste eine Erhöhung der Leistung des Kraftwerks durch Erweiterung und Verbesserung der bestehenden Anlagen vorgenommen werden. Im Zuge der Erweiterungsarbeiten entstand auch die heute noch erhaltene historische Fassade des Elektrizitätswerkes.
1913: Zu den anfänglich aufgestellten Dampfmaschinen kam ein wirtschaftlicher arbeitendes Dampf-Turbo-Aggregat mit zwei hintereinander liegenden 500-kW-Gleichstromgeneratoren hinzu.
1914: Nach der Vergrößerung der Rückkühltürme und der Aufstellung weiterer Babcock-Wasserrohrdampfkessel konnten darüber hinaus eine MAN-Dampfturbine mit zwei 1.000-kW-Gleichstromgeneratoren in den Betrieb gehen. Durch die abschließende Installation einer Rauchgas-Speisewasservorwärmung konnte so eine wirtschaftliche Stromerzeugung mit einer Leistung von 4.300 kW sichergestellt werden.
1919: Das Leitungsnetz war inzwischen auf 230 Kilometer angewachsen. Der durch den Ersten Weltkrieg verursachte Rückgang des Lichtstromverbrauches der Privathaushalte konnte durch einen zunehmenden Kraftstromverbrauch der Industrie kompensiert werden.
1923: Am 11. Januar besetzten französische Truppen das gesamte Oberhausener Stadtgebiet sowie Sterkrade und Osterfeld. Anfang Februar ließ Oberbürgermeister Otto Havenstein die Stromversorgung des Bahnhofes durch die städtischen Werke einstellen. Dafür wurde Otto Havenstein am 9. Februar von den Franzosen verhaftet, nachdem sie einen Tag zuvor damit gedroht hatten, die gesamte Stromversorgung Oberhausens abzuschalten. Am 19. September besetzten die Franzosen das Elektrizitätswerk und legen es für kurze Zeit still.
1925: Nachdem die Unterhaltskosten der über 20 Jahre alten Dampfmaschinen die wirtschaftliche Grenze der Verwendungsmöglichkeit erreicht hatten, begann im Elektrizitätswerk eine neue Ära. Mit der Inbetriebnahme eines neuen Thyssen-Roeder-Drehstrom-Turbo-Aggregats mit einer Leistung von 3.500 kW bei 5.000 Volt Spannung und einer Frequenz von 50 Hertz begann die Umstellung auf die heute noch verwendete Drehstromtechnik, mit der sich die erzeugte Spannung beliebig transformieren und über große Distanzen übertragen lässt. Ein alter Kühlturm aus dem Jahre 1912 wurde abgerissen und erneuert. Die Eichung von Elektrizitätszählern konnte nun auch im E-Werk Oberhausen durchgeführt werden.
1926: Noch nicht einmal die Hälfte aller Häuser in Oberhausen waren an das Stromnetz angeschlossen. Um eine reibungslose Belieferung des Kraftwerks mit Kohle zu gewährleisten, übernahm die städtische Straßenbahn die Anfuhr der Kohle vom Bunker der Gutehoffnungshütte an der Osterfelder Straße mittels Spezialwagen über die Strecke des öffentlichen Straßenbahnverkehrs. Während im ersten Geschäftsjahr die Stromabgabe nur 900.000 kWh betrug, hatte sie im Jahre 1926, also nach 25 Jahren, bereits die ansehnliche Höhe von 13.270.500 kWh erreicht.
1927: Die Straßenbahn feierte bei den städtischen Werken ihr 30-jähriges Bestehen. Die Vergrößerung der Maschinenleistung im E-Werk hatte zwangsläufig den Ausbau der Dampfkesselanlage zur Folge. Anstelle der im Jahre 1900 erbauten Dampfkessel wurden zwei Hochleistungskessel für 13 atü Druck und 375 °C Überhitzung aufgestellt.
1928: Um die Drehstromumstellung der Anlagen weiter fortzuführen, wurden die beiden 1.000-kW-Gleichstromgeneratoren der MAN-Turbine aus dem Jahre 1914 gegen einen neuen Thyssen-Drehstromgenerator mit 2.000 kW bei 5.000 Volt Spannung ausgetauscht. Gleichzeitig wurden von der Fa. BBC neue Schaltanlagen, mit Fernsteuerung aus der Maschinenhalle, in angrenzende Gebäudeteilen aufgebaut (die zugehörige Schalttafel und die Turbine mit dem Thyssen-Generator sind heute noch in der Maschinenhalle zu besichtigen).
1931: Das verlegte Stromnetz wuchs um 2 auf 77 Kilometer an. In Alt-Oberhausen bezogen 3.313 Häuser Strom.
1933: Die Stadtverordneten stimmten der Beschaffung einer weiteren Dampfturbine mit einem 5.000-kW-Drehstromgenerator zu. Die neue GHH-Turbine konnte im darauf folgenden Jahr in Betrieb genommen werden, damit stand eine Kraftwerksleistung von insgesamt 11.500 kW (11,5 MW) zur Verfügung.
1936: 4.675 Häuser waren am Netz. Das Eiswerk stellt seinen Betrieb ein, da Kältemaschinen für die breite Masse erschwinglich wurden.
1938: Ein neues Kesselhaus mit einem Hochleistungskessel für eine Stundenleistung von 32 Tonnen Dampf wurde errichtet und das alte entsprechend erweitert. Die Stromerzeugung stieg auf rund 31 Millionen Kilowattstunden.
1939: Zur Sicherung der Stromversorgung musste sich das E-Werk über das Hochspannungsnetz der RWE an die staatlich verordnete Verbundwirtschaft anschließen.
1944: Trotz der Zerstörungen durch die Bombenangriffe produzierte das E-Werk rund 30 Millionen Kilowattstunden, 20 % mehr als im Vorjahr. Am schwersten wurden die Stromerzeugungsanlagen am 4. Dezember in Mitleidenschaft gezogen, weswegen der Betrieb nur unter schwierigsten Bedingungen aufrechterhalten werden konnte.
1945: Die Versorgung mit Gas, Wasser und Strom wurde eingestellt. Mitarbeiter des E-Werks verhinderten nur knapp die angeordnete Sprengung der Stromerzeugungsanlagen. Zunächst nur eingeschränkt nahm das E-Werk die Stromerzeugung ab April wieder auf. Nur langsam konnten die zerstörten Gebäude- und Anlagenteile repariert werden.
1947: Verträge für den Kauf der RWE-Niederspannungsnetze in Sterkrade, Holten, Buschhausen, Hiesfeld, Osterfeld, Borbeck und Alstaden wurden abgeschlossen.
1950: Weitere, über 5 Kilometer Freileitung wurden überholt oder erneuert. Ein Jahr zuvor waren es ca. 70 Kilometer.
1951: Die E-Werke feierten ihr 50-jähriges Bestehen, es zeichnet sich jedoch ab, dass die technische Entwicklung weitergegangen war. Zur Steigerung der Wirkungsgrade hatte sich die Hochdrucktechnik mit bis zu 180 bar Druck und einer Dampftemperatur von 450 °C bis 525 °C durchgesetzt. Ein wirtschaftlicher Betrieb der Erzeugungsanlagen mit den geleisteten 10.500 kW wurde von Jahr zu Jahr schwieriger.
1953: Erste Planungen zur Sanierung der alten Kraftwerkstechnik wurden angestellt. Darüber hinaus wurde auch die Möglichkeit geprüft, die Eigenerzeugung aufzugeben und auf eine ausschließliche RWE-Versorgung umzustellen. Zeitgleich werden im E-Werk Versuche unternommen, durch Wärmeauskopplung ein Warmwasserheiznetz aufzubauen. Zur Wärmeübertragung wurden im Kesselhaus zwei Frischwärmetauscher mit einer Heizleistung von je 2.750 kW aufgebaut. Über zusätzliche Umwälzpumpen wurden dann in erster Linie die umliegenden Gebäude der städtischen Werke versorgt, diese Bemühungen können als Vorläufer der heutigen Fernwärme angesehen werden.
1954: Die Vorplanungen wurden konkretisiert und es standen folgende Szenarien zur Auswahl:
1. Umwandlung in ein Hochdruckkraftwerk mit neuem Hochdruckkessel und einer Vorschaltdampfturbine mit Weiternutzung der bestehenden Kondensationsturbinen
2. Umwandlung in ein modernes Heizkraftwerk mit Entnahme-Kondensationsturbine und Aufbau eines Fernwärmenetzes
3. Aufbau eines separaten Heizkraftwerks mit einer geschlossenen Gasturbine und Kohlenstaubfeuerung (Heißluftturbinenanlage) und Aufbau eines Fernwärmenetzes
1955: Eingehende Wirtschaftlichkeitsuntersuchungen ergaben deutliche Vorteile für die Heißluftturbine, mit der die Städtischen Werke in der geplanten Leistungsklasse von 12.500 bis 13.750 kW (12,5–13,75 MW) allerdings technisches Neuland betraten, da bisher nur kleinere Versuchsanlagen mit 2.500 bis 6.600 kW errichtet worden waren. Zur Umsetzung des Projektes konnte mit der GHH-Sterkrade AG ein verlässlicher Partner gefunden werden, der über das nötige Fachwissen und technischen Voraussetzungen für die anspruchsvolle Turbinenausstattung verfügte. Darüber hinaus hatte die GHH von der Fa. Escher-Wyss eine entsprechende Lizenz zum Bau der nach den beiden Entwicklern Ackeret und Keller auch als AK-Anlage bezeichneten Heißluftturbine erworben.
1956: Um finanzielle Förderungen für die Großbaumaßnahmen zu erhalten, wurde dem Bundesforschungsministerium vorgeschlagen, die betriebsfähige Turbine zu einem späteren Zeitpunkt in Verbindung mit einem kleinen N2(Stickstoff)-gekühlten Hochtemperaturreaktor zu betreiben, um die aufkommende Kernenergie auch in der kommunalen Heizkraftwirtschaft zu etablieren. Aus heutiger Sicht undenkbar, war der Einsatz von Kernenergie in den 1950er-Jahren erstrebenswert. Inwieweit ein solches Reaktorprojekt tatsächlich geplant war, kann heute nicht mehr nachvollzogen werden.

### Beginn der kommunalen Fernwärmeversorgung
(Quelle:)

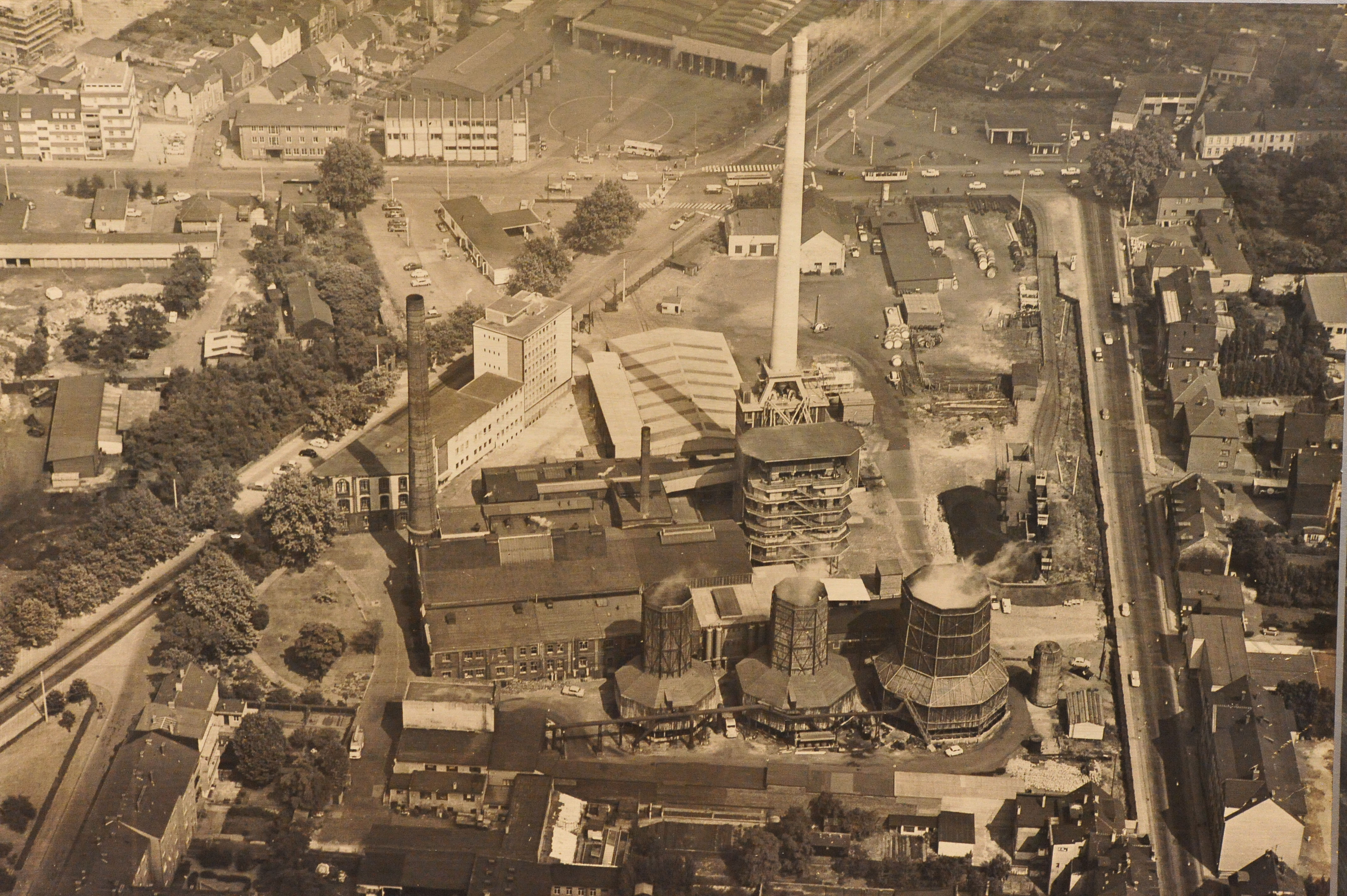
Heizkraftwerk Alt-Oberhausen um 1963 – mit dem Heißlufterhitzer der geschlossenen Gasturbine

1958: Um die Vorteile der Heißluftturbine mit Kraft-Wärmekopplung auszunutzen, wurde mit dem Aufbau des ersten öffentlichen Fernwärmenetzes in Oberhausen begonnen. Zunächst wurden möglichst alle Gebäude in der Umgebung des Kraftwerks angebunden und anschließend Teile der Marktstraße erschlossen. Gleichzeitig begannen die Arbeiten auf dem Werksgelände mit dem Bau des neuen Kraftwerksblockes.
1960: Die Inbetriebnahme der neuen Anlage stand bevor und die bisher über Frischwärme (ohne Kraft-Wärme-Kopplung) versorgten Fernwärmekunden konnten zum ersten Mal mit Abwärme aus der neuen Anlage versorgt werden. Die neue Turbine hatte bei Volllast eine variable Heizleistung von 18 bis 28 MW und erreichte dabei, je nach Fernwärmeauskopplung, eine Brennstoffausnutzung von 65 bis 83 %. Gegenüber Dampfheizkraftwerken mit Entnahme-Kondensationsturbinen verringerte sich die maximale elektrische Leistung von 13,75 MW, bei maximaler Wärmeauskopplung, nur geringfügig auf 11,8 MW. Dazu wurden die hinter den Heizteilen befindlichen Kühlteile des Vor- und Zwischenkühlers abgeschaltet, wodurch die Lufttemperatur vor dem Niederdruck- und Hochdruckverdichter von 30 °C auf 50 °C anstieg. Bei Dampfkraftwerken wird diese Betriebsart als Gegendruckbetrieb bezeichnet. Selbst bei dieser Betriebsweise wurde noch ein elektrischer Wirkungsgrad von etwa 25 % erreicht, was auch mit Gegendruck-Dampfturbinen zu dieser Zeit technisch nicht umsetzbar war. Durch den Aufbau eines Fernwärmenetzes für die Versorgung der Oberhausener Bevölkerung mit Heizwärme und Warmwasser wurde neben der Gas- und Stromversorgung eine weitere leitungsgebundene Energieform in den Markt eingeführt. Durch diese Investition sollte die Eigenständigkeit der städtischen Werke und damit der heutigen evo langfristig ermöglicht werden. Die installierte elektrische Leistung des Kraftwerks erhöhte sich auf 24,25 MW; die 2-MW-Turbine aus dem Jahr 1914 wurde wegen Überalterung und des schlechten Wirkungsgrades jedoch nicht mehr betrieben.
1961: Das neue Heizkraftwerk Oberhausen erzeugte bei 6.139 Betriebsstunden 45 Millionen Kilowattstunden Strom und versorgte 219 Häuser mit Wärme. Das Fernwärmenetz war auf 18 Kilometer angewachsen. Die 13,75-MW-Heißluftturbine war zu dieser Zeit die größte geschlossene Gasturbine der Welt.
1963: Um in Spitzenzeiten oder bei einem Ausfall der neuen Gasturbine das Fernwärmenetz mit Wärme versorgen zu können, wurden zwei neue Mitteldruckdampfkessel mit einer Stundenleistung von jeweils 22 Tonnen in Betrieb genommen. Gefeuert wurden die neuen Babcock-Kessel mit Heizöl. Mit den neuen Kesseln wurden auch die beiden jüngeren Kondensationsturbinen der alten Anlage versorgt, um zusätzlich elektrische Lastspitzen auszugleichen.
1964: Am 14. Februar wurde aus dem ehemaligen Eigenbetrieb und Stadtamt die „Stadtwerke Oberhausen Aktiengesellschaft“.
1965: Mit den ersten Vorplanungen für eine Fernwärme-Versorgung des Stadtteils Sterkrade auf der Basis der Kraft-Wärme-Kopplung wurde begonnen. Auch hier wurde eine weitere Heißluftturbine mit Kohlenstaubfeuerung favorisiert. Gleichzeitig begannen Planungen, das zur Stilllegung angemeldete Zechenkraftwerk der Zeche Concordia in eine Müllverbrennungsanlage umzubauen, woraus der spätere Zweckverband Gemeinschafts-Müllverbrennungsanlage Niederrhein mit Beteiligung der Gemeinden Duisburg, Oberhausen, Dinslaken, Walsum, Rheinhausen, Moers, Homberg und Voerde entstand.
1968: Mit der Linie 1 legten die Verkehrsbetriebe am 13. Oktober die letzte Straßenbahnlinie in Oberhausen still.
Die Größe des Fernwärmenetzes hatte in den vergangenen zehn Jahren rasant zugenommen. Um den Anteil der Kraft-Wärmekopplung in den Wintermonaten auf einem hohen Niveau zu halten, wurde eine weitere Anlage notwendig. Die Heißluftturbine ließ sich jedoch nicht beliebig erweitern, deshalb wurde beschlossen, eine neue Hochdruckdampfkesselanlage mit einer Temperatur von 500 °C bei 60 bar Druck und einer Stundenleistung von 60 Tonnen zu errichten.
1969: Nach der Fertigstellung der Kesselanlage wurden auch die Arbeiten zur Errichtung einer neuen Gegendruck-Dampfturbine aufgenommen. Der neue Siemens-Turbosatz sollte auf das vorhandene Maschinenfundament der alten 2 × 500 kW-Gleichstrom-Turbine aufgesetzt werden.
1970: Stadt, STOAG und RWE schlossen einen Vorvertrag über die Gründung der „Energieversorgung Oberhausen Aktiengesellschaft“ (evo) ab. Die evo übernahm neben der Strom-, Gas- und Fernwärmeversorgung auch die Planung und Betriebsführung der neu gegründeten Gemeinschafts-Müllverbrennungsanlage GMVA.
1971: Das neue Unternehmen wurde im Januar ins Handelsregister eingetragen. Der Verkehrsbetriebe verblieben in der STOAG. Im Heizkraftwerk an der Danziger Straße wurde die neue 11-MW-Gegendruckturbine ans Netz angeschlossen und neben den 28 MW Heizleistung der Heißluftturbine standen weitere 40 MW zur Verfügung, die durch den Einsatz der Kraft-Wärme-Kopplung ebenfalls mit einer hohen Brennstoffausnutzung erzeugt werden konnten. Darüber hinaus wurden alle Feuerungsanlagen von Kohle oder Erdöl auf Kokereigas umgestellt. Die großen Kohlelagerflächen auf dem Werksgelände verschwanden. Die installierte elektrische Leistung des Kraftwerks erhöhte sich auf 33 MW, allerdings wurden nach der Inbetriebnahme der neuen Turbine die alten Kondensationsturbinen mit 3,5 und 5 MW elektrischer Leistung kaum noch eingesetzt.
1972: In Sterkrade begann der Bau des Heizkraftwerkes 2 mit einer weiteren geschlossenen Gasturbine mit Helium als Arbeitsmittel. Entgegen der ursprünglichen Planung wurde die Anlage nun Bestandteil des 4. Atomprogramms der Bundesrepublik Deutschland und diente als Prototyp der Hochtemperaturreaktorforschung. Der Heliumerhitzer der neuen Anlage wurde jedoch konventionell mit Kokereigas beheizt.
Für den Zweckverband Gemeinschafts-Müllverbrennungsanlage Niederrhein konnte als Ergänzungsauftrag die Planung, Ausführung und Inbetriebnahme einer Entnahme-Kondensationsturbine abgeschlossen werden. Die energetische Verwertung der bei der Müllverbrennung entstehenden Dampfmengen konnte so durch Anwendung der Kraft-Wärme-Kopplung weiter ausgebaut und der entnommene Heizdampf über bestehende Dampfleitung benachbarten Industriebetrieben zur Weiternutzung verkauft werden.
1973: Das Fernheiznetz in Sterkrade nahm den Betrieb auf und wurde zunächst über das ins neue Heizkraftwerk integrierte Dampfheizwerk versorgt.
Im Heizkraftwerk 1 wurden zur Absicherung der Wärmeversorgung des immer größer werdenden Fernwärmenetzes ein weiterer Hochdruckdampfkessel mit einer Leistung von 100 t/h und zusätzliche Antriebsturbinen für Speisewasserpumpe und Frischlüfter installiert.
1974: Die erste Heliumturbinenanlage der Welt ging mit einer elektrischen Nettoleistung von 50 MW in den Versuchsbetrieb.
Ähnlich der Oberhausener Heißluftturbine im HKW 1 konnten somit bis zu 53,5 MW Heizwärme für das Fernwärmenetz Sterkrade ausgekoppelt werden.
1976: Durch eine Wärmetauscher-Station in der Nähe der City-West konnte erstmals Heizdampf aus der neuen Müllverbrennungsanlage mit einer Wärmeleistung von bis zu 28 MW in das Fernwärmenetz Alt-Oberhausen eingebunden werden.
1978: Die vollautomatische Vollentsalzungsanlage im Heizkraftwerk I ging in Betrieb. Als zukünftiger Ersatz für die alte Heißluftturbinenanlage wurde mit dem neuen Kessel 5 der bis heute größte Dampferzeuger mit einer Stundenleistung von 150 Tonnen Dampf und einer weiteren Gegendruckturbine in den vorhandenen Kraftwerksbetrieb integriert.
1979: Der neue 13,2-MW-Siemens-Turbogenerator wurde mit einer Heizleistung von maximal 47 MW an das Strom- und Fernwärmenetz angeschlossen. Der im Vergleich zur Heißluftturbine geringere Stromwirkungsgrad wurde durch Verringerung des Eigenbedarfs an elektrischer Energie durch den Einsatz von zusätzlichen Turbinenantrieben bei Frischlüftern und den Speisewasser- und Fernheizumwälzpumpen mit Kraft-Wärmekopplung teilweise kompensiert.
1980: Nach dem Abschluss aller Bauarbeiten war mit einer installierten Leistung von 37,95 MW ein historischer Höchststand in der Geschichte des Heizkraftwerks in Alt-Oberhausen erreicht. Jedoch konnte zu diesem Zeitpunkt die Heißluftturbinenanlage nicht mehr eingesetzt werden, so dass die elektrische Leistung praktisch nur noch bei maximal 24,2 MW lag.
1981: 80 Jahre nach der Gründung des städtischen Elektrizitätswerkes in Oberhausen war die Stromabgabe von rund 900.000 Kilowattstunden auf 1,712 Milliarden kWh angestiegen.
1982: Das Heizkraftwerk 1 wurde schrittweise auf Erdgas umgestellt, gleichzeitig wurde die alte Heißluftturbinenanlage nach über 112.000 Betriebsstunden demontiert.
1983: Die evo erarbeitete ein Energieversorgungskonzept für die Stadt Oberhausen mit Berücksichtigung aller drei leitungsgebundenen Energieformen wie Fernwärme, Gas und Strom. Zukünftige Planungen eines Fernwärmeverbundsystems zwischen den beiden Kraftwerksstandorten Oberhausen und Sterkrade sowie der Müllverbrennungsanlage GMVA wurden vorgestellt.
1984: Im Bereich der Maschinenhalle entstand an der Stelle der alten Heißluftturbine eine neue Fernheizzentrale mit sechs Pumpensätzen.
1985: Mit einem Gesamtauftragswert von 120 Mio. DM wurde eines der größten Investitionsprogramme in der Geschichte der Energieversorgung Oberhausen AG aufgenommen, um eine langfristige und nachhaltige Energieversorgung der Stadt Oberhausen sicherzustellen. Neben dem neuen Fernwärmeverbundsystem, das quer durch das Stadtgebiet durch größtenteils unterirdischer Rohrleitungen verläuft, wurden insbesondere die als CO2-frei geltende Wärmeauskopplung aus der Müllverbrennungsanlage, die Abwärmenutzung der Ruhrchemie und der Messer Griesheim GmbH, zu einem zukünftig sehr niedrigen Primärenergiefaktor der Oberhausener Fernwärme beitragen.
1986: Auf dem Werksgelände an der Danziger Str. wurden umfangreiche Baumaßnahmen durchgeführt. Der gesamte rechte Gebäudekomplex des Heizkraftwerks wurde von Grund auf neu gebaut. Im Tiefkeller des neuen Seitentraktes entstand die Übernahmestation des neuen Fernwärmeverbundsystems. Durch diesen Verbund konnte eine Heizleistung von über 60 MW in das Heizkraftwerk ein- oder ausgebunden werden. Darüber hinaus wurden im neuen Seitentrakt auch ein neues EDV-Rechenzentrum und neben umfangreichen Schaltanlagen und MSR-Räumen auch der neue Zentralleitstand für den Kraftwerksbetrieb untergebracht.
1986: Der bisher größte Unfall der Kernenergienutzung erschütterte 1986 die Welt. Nach Experimenten am Reaktorblock 4 des Kernkraftwerks Tschernobyl löste die Betriebsmannschaft durch einen grob fahrlässig ausgeführten „Schwarzfall“-Versuch eine prompte Überkritikalität aus, was insbesondere durch das Reaktordesign des RBMK mit seinem positiven Dampfblasenkoeffizienten erst möglich wurde. Die sprunghafte Leistungsexkursion löste die Explosion des Reaktorkerns und damit den Super-GAU (Größter-Anzunehmender-Unfall) aus. Radioaktive Partikel stiegen in die Luft und verteilten sich rund um den Globus.
1987: Durch die Katastrophe von Tschernobyl wurde ein massives Umdenken in der deutschen Kernenergiepolitik eingeleitet. Auch die Forschungsarbeiten an der als „inhärent sicher“ geltenden Hochtemperaturreaktortechnik litten darunter und wurden eingestellt. Damit endeten auch die Forschungstätigkeiten im Heizkraftwerk 2.
1988: Die Heliumturbinenanlage wurde darüber hinaus auch wegen zunehmend wirtschaftlicher und technischer Probleme außer Betrieb genommen. Die Wärmeversorgung des Sterkrader Fernwärmenetzes wurde durch die Abwärme der Ruhrchemie, über das Verbundsystem und in Spitzenzeiten auch über das Dampfheizwerk sichergestellt.

### Erweiterungen durch die Anbindung der Neuen Mitte Oberhausen (Centro)
1993: In der „Neuen Mitte“ Oberhausen wurde kräftig gebaut. Auch die evo war beteiligt. Eine mitten im Gelände liegende 100-/25-/10-kV-Umspannanlage musste verlegt werden. Mit dem Bau einer Hochdruck-Transport-Stichleitung und die Errichtung einer Pumpstation wurden die Grundlagen für den Anschluss des geplanten Areals an das Fernwärmenetz geschaffen.
1994: Die Wiedereinführung der Straßenbahn bedeuteten für die evo die Verlegung zahlreicher Stromkabel im geplanten Gleisverlauf.
Unabhängig davon wurde eine Änderung im Heizkraftwerk 2 in Sterkrade vorbereitet. Die nicht mehr betriebene Heliumgasturbine sollte durch eine moderne, offene Gasturbinenanlage mit 25,45 MW elektrischer Leistung und 35 MW Heizleistung ersetzt werden. Als Brennstoff sollte Erdgas oder leichtes Heizöl eingesetzt werden.
1995: Im Dezember konnte die neue MAN-FT-8-Gasturbinenanlage erstmals mit dem „First Firing“ in Betrieb genommen werden. Damit erhielt die evo für die kürzeste Bauzeit einer Gasturbinenanlage einen Eintrag im Guinness-Buch der Rekorde.
1996: Die evo feiert ihr 25-jähriges Bestehen.
1997: Am HKW 1 wurden die beiden alten Kamine durch einen neuen Zentralkamin ersetzt. Die farbliche Gestaltung verändert das Bild des Werkes positiv.
1998: Der mit der Heißluftanlage gebaute alte 100 Meter hohe Kamin wurde demontiert. Teile der Außenfassade des Werkes erhielten ein neues Outfit.
2001: Die Stromversorgung in Oberhausen bestand nun 100 Jahre. Die EVO blickte auf eine 30-jährige Geschäftstätigkeit zurück. Als kleiner Ansporn für die Zukunft, mit einer mehrheitlich regenerativen Stromerzeugung wurde auf dem alten Bunkerschwerbau, der den 100-Meter-Kamin und die Kohlenmühlen der alten Heißluftturbine getragen hatte, eine Solarskulptur errichtet.
2007: Planstudien für eine Erneuerung der Erzeugungsanlagen auf der Basis einer GuD-Anlage mit den Brennstoffen Erdgas und Braunkohle am Standort des Heizkraftwerks 2 in Sterkrade oder auf dem Werksgelände der Ruhrchemie als Ersatz für die bestehenden Anlagen wurden erarbeitet aber aus politischen und wirtschaftlichen Gründen nicht weiter verfolgt. Der Brennstoff Braunkohle ist als heimischer Energieträger über lange Zeiträume wirtschaftlich zu beschaffen, besitzt aber im direkten Vergleich mit der heutigen Erdgasfeuerung eine negative Umweltbilanz, besonders unter Berücksichtigung des CO2-Ausstoßes.

### Investition in die Zukunft
2008: Um die bestehende Anlage auf zukünftige Anforderungen der Energiemärkte anzupassen, wurde mit einem umfangreichen Ertüchtigungsprogramm begonnen.
Wichtige Anlagen der Peripherie werden teilweise neu errichten und es erfolgt ein Austausch der sogenannten inneren und äußeren Kraftwerksleittechnik. Die Arbeiten werden im laufenden Betrieb über einen Zeitraum von fünf Jahren durchgeführt.
2010: Um auch im bestehenden Energiekonzept den Anteil von fossilen Energieträgern durch den Einsatz von regenerativen Energien zu verringern, wurde am Standort des HKW 2 der Bau eines Biomasseheizkraftwerks beschlossen. Die Anlagenkomponenten konnten größtenteils in den bestehenden Hallen des alten Heliumerhitzers integriert werden.
2011: Das neue Biomasseheizkraftwerk wurde erstmals im Monat Februar in Betrieb genommen. Die Anlage kann eine elektrische Leistung von 3,145 MW und eine thermische Leistung von 9,2 MW in die bestehenden Versorgungsnetze einspeisen. Dank der Verfeuerung von Holzhackschnitzeln ist somit eine CO2-neutrale Energieerzeugung möglich. Die Anlage wird das ganze Jahr über betrieben und erzeugt damit die Wärmegrundlast, die auch in den Sommermonaten aus Gründen der Warmwasserbereitung eingespeist werden muss. Der Anteil an der gesamten Wärmeversorgung liegt bei etwa 12 %.
Darüber hinaus wurden die vorhandenen noch betriebenen Kesselanlagen mit LowNOx-Brennern ausgestattet, um auch die aktuellen Emissionsgrenzwerte zu unterschreiten.
Im Weiteren wurden auch die beiden Vollentsalzungsanlagen, die für die Speisewasserversorgung der Dampfkraftanlagen und für die Bespeisung des Fernheiznetzes sehr wichtig sind, durch hoch automatisierte Neuanlagen ersetzt.
2013: Alle Ertüchtigungen und Neuerrichtungen wurden nach umfassender Umgestaltung des Kraftwerksleitstands noch vor der beginnenden Heizperiode abgeschlossen, damit die Erzeugungsanlagen den derzeitigen Anforderungen entsprechen und ein sicherer Betrieb des Fernheiznetzes weiterhin erreicht werden kann.